# Antoine-Charles de Saint-Simon
 (mars 2012).
Si vous disposez d'ouvrages ou d'articles de référence ou si vous connaissez des sites web de qualité traitant du thème abordé ici, merci de compléter l'article en donnant les références utiles à sa vérifiabilité et en les liant à la section « Notes et références ».
Pour les articles homonymes, voir Saint-Simon.
Antoine-Charles Denys de Saint-Simon (Québec, 3 novembre 1734 - Port-au-Prince, 8 juin 1785) était un officier des compagnies franches de la Marine. Il est connu en Acadie comme le Capitaine Saint-Simon.

## Biographie
Antoine-Charles Denis de Saint-Simon était le fils de Charles-Paul Denys de Saint-Simon et de Marie-Joseph Prat. Il entre dans la Marine royale française comme cadet en janvier 1746. Il participa aux opérations militaires dans la région de l'Ohio, dès le début de la guerre de Sept Ans. Le 9 juillet 1755, il prit part à la bataille qui opposa Daniel-Hyacinthe-Marie Liénard de Beaujeu à Edward Braddock près du fort Duquesne (aujourd'hui Pittsburgh, en Pennsylvanie). 
Il participa cette année-là à la bataille de la Ristigouche et, en juin 1760, gagna Montréal par la forêt, depuis la baie des Chaleurs, pour y informer le gouverneur Vaudreuil de l'arrivée de la flotte.
À la suite de la défaite française, Saint-Simon se vit confier le commandement d'un bateau corsaire 
avec 47 hommes d'équipage Normands. En octobre, ils prirent en chasse un bateau britannique, qu'ils capturèrent. Ensuite, une frégate britannique les poursuivit. Ils se réfugièrent dans la baie Saint-Simon pour échapper à la capture. Ils sabordèrent leur bateau au lieu-dit de La Chaloupe, près du hameau de Morais Office à Bas-Caraquet. Ne pouvant retourner à Restigouche, ils passèrent l'hiver dans la région. 
Au printemps 1761, Saint-Simon retourna en France, tandis qu'une partie de son équipage s'établit à Caraquet et Bas-Caraquet. Certains fondèrent plus tard le village de Saint-Simon .
Son exploit lors de la traversée de la forêt attira sur lui l'attention de Bougainville. Celui-ci demanda à Choiseul en 1763 que « ce jeune homme, courageux et robuste », soit affecté à son service pour l’expédition qu’il préparait aux îles Malouines. Comme Saint-Simon avait en outre l’habitude de traiter avec les Amérindiens et de s’en faire respecter, Bougainville voulait le nommer à l’état-major de la nouvelle colonie. Saint-Simon était alors à Tours en compagnie d'un groupe d’officiers canadiens rapatriés en France après la Conquête. Désirant retourner au Canada pour y régler des affaires de famille, Saint-Simon hésita à accepter l'offre. La promesse d’une commission de capitaine d’infanterie pour remplir les fonctions d’aide-major aux îles Malouines le fit finalement changer d'idée.
Le 24 avril 1766, Saint-Simon s'embarqua sur la flûte Étoile, commandée par La Giraudais et qui partit des Malouines en compagnie de l'Aigle. Ils explorèrent le détroit de Magellan, où Saint-Simon fut chargé de contracter alliance avec les Patagons. Les premiers contacts eurent lieu le 5 mai. Saint-Simon leur remit les traditionnels présents (harpons, couvertures, bonnets de laine rouge, couteaux, étoffes, pipes et tabac). L'alliance fut officiellement conclue le 1er juin lorsqu'il leur présenta le pavillon du roi. D'ailleurs, ils avaient encore entre leurs mains ce pavillon 18 mois plus tard lorsque Bougainville franchit le détroit avec la Boudeuse et l'Étoile. Lors de ce voyage, Saint-Simon s'est révélé être à la fois bon diplomate et bon observateur, car il sut éviter tout incident entre Français et Patagons et il fit une description de ces populations.